# Ken Dugdale
Ken Dugdale, né le 7 décembre 1950 à Liverpool (Angleterre), est un joueur et entraîneur de football anglais.
Attaquant de niveau modeste, Dugdale dirige par la suite l'équipe de Nouvelle-Zélande de football, de 1998 à 2002. Il est le neveu de Jimmy Dugdale (en), joueur emblématique d'Aston Villa FC, et le frère d'Alan Dugdale (en), tous deux footballeurs professionnels.

## Carrière
Dugdale commence sa carrière à Kirkby Town, le club de sa ville natale, Aston Villa FC puis Wolverhampton Wanderers. Il évolue par la suite dans des clubs anglais de divisions inférieures (« non-league ») : Wigan Athletic FC, en Northern Premier League, New Brighton AFC et Burscough FC (en). En 1972, il part en Nouvelle-Zélande et termine sa carrière de joueur à Gisborne City.
Il se reconvertit dans l'encadrement. En 1985-1986 il est l'entraineur de North Wellington (en), puis de Western Suburbs SC à partir de 1996. Deux ans plus tard, il est nommé sélectionneur de équipe de Nouvelle-Zélande de football, à la suite de l'Irlandais Joe McGrath. Il dirige la sélection pour la Coupe d'Océanie de football 1998, remportée face à l'Australie en finale, la Coupe des confédérations 1999, où les Néo-Zélandais affrontent notamment l'Allemagne et le Brésil, et la Coupe d'Océanie de football 2000. Il laisse finalement son poste en 2002, après l'échec en tours préliminaires à la Coupe du monde de football 2002. En 2002-2003 il entraine le Football Kingz d'Auckland, le seul club professionnel du pays, qui évolue en championnat d'Australie.
Il rentre par la suite en Europe, où il travaille notamment pour le club anglais de Bolton. En 2008, il devient entraineur d'un club modeste basé dans la municipalité norvégienne d'Aker, le Vollen Ungdomslag Fotball. Il occupe toujours ce poste en 2013.